# ロータス・99T
ロータス99T (Lotus 99T) は、チーム・ロータスが1987年のF1世界選手権参戦用に開発したフォーミュラ1カー。設計はジェラール・ドゥカルージュ。ドライバーはアイルトン・セナと中嶋悟。

## 99T

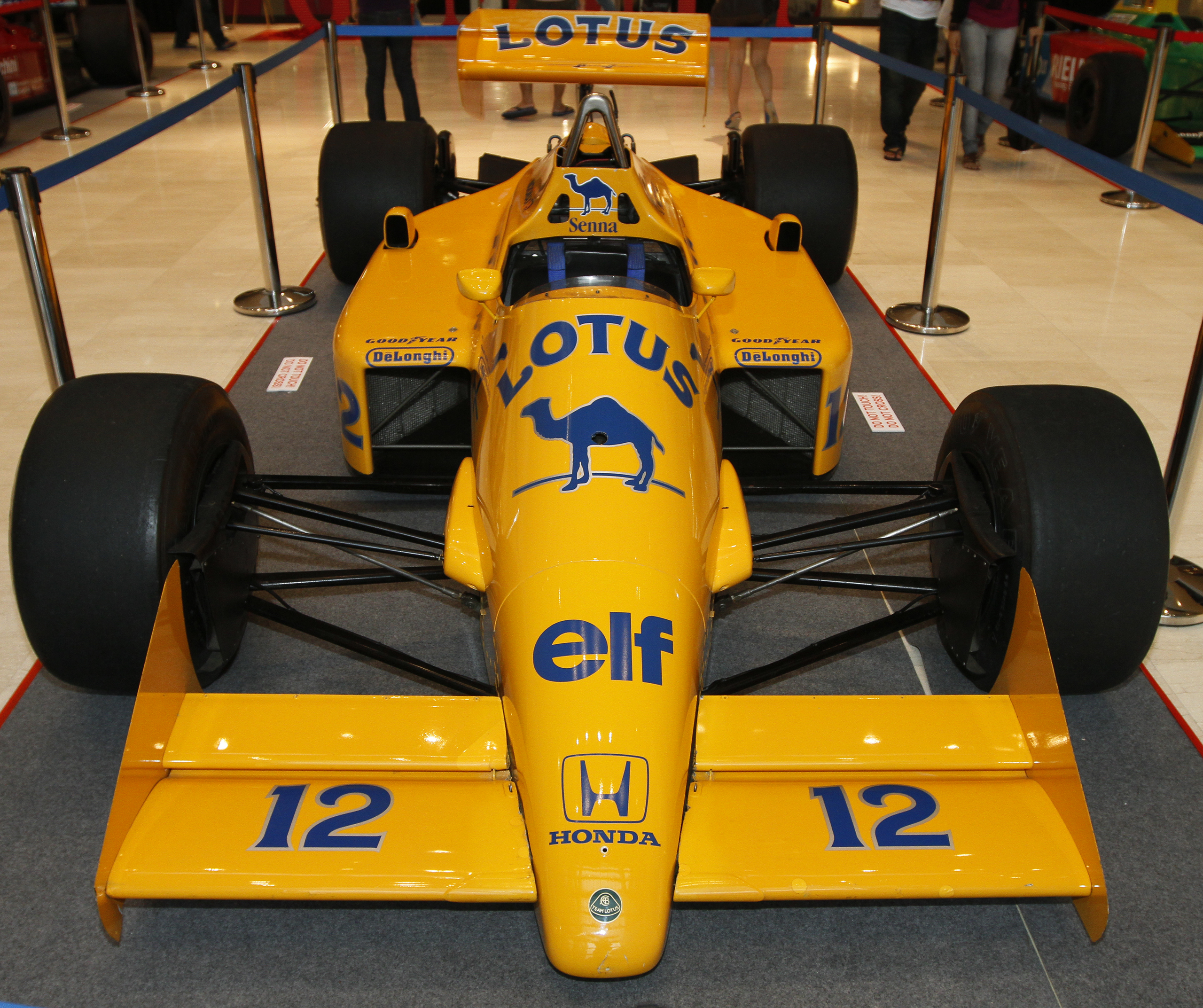
ロータス99T

1987年シーズン、ロータスはエンジンをルノーV6ターボから、ホンダV6ターボに変更し、セカンドドライバーには日本人初のF1レギュラードライバーとなる中嶋悟を迎えた。メインスポンサーはロータスにとって長年のパートナーだったJPSからキャメルに変更され、ボディーはキャメルイエローをまとった。
99Tには1982年の92以来となるアクティブサスペンションが搭載された。ロータスのアクティブサスペンションは、サスペンションアーム基部付近に設置されたピトー管から得る速度と空気密度、前後ホイール直近に設置されたGメーターから得る加速度と衝撃力のほか、各部に設置された20種以上のセンサーからの情報を元に、ロールバーの下に収められたブラックボックスに含まれるコンピューターが油圧式アクチュエータを制御するシステムで、計算上は常に理想的な車高や空力性能を得られるため、パッシブサスペンションの他チームに対して大きなアドバンテージになるはずであった。しかし、複雑化したシステムの信頼性不足に加えて、1987年当時のコンピュータ技術が未成熟だったこともあり、走行中に油圧がゼロになるとマシンが底突きしてコントロール不能に陥ったり、時折制御用コンピュータが暴走してサスペンションが全くストロークしなくなるなど、数多くのトラブルが発生。結局シーズンを通してこのトラブルが完全に解決することはなく、ドライバーを悩ませ続けた。
さらに、タイヤの負担軽減を目的として開発されたアクティブサスペンションが、予選では逆に「タイヤが十分発熱せずグリップが不足する」方向へと影響し、予選を得意とするセナであっても予選順位が伸び悩むこととなった。特にこの年がF1デビューとなった中嶋は、慣れないコースとともにアクティブサスペンションに手こずり、予選で中団以降に沈むことも多かった。また当時の車載用コンピュータの演算能力では反応速度が十分に得られず、ドライバーからは「ワンテンポ遅れてサスペンションが動く」といったコメントも聞かれたという。マシンにラップトップPCを接続してサスペンションの設定を調節できるシステムだったが、チーム側にはその得られた膨大なデータから最適なセッティングを見つけ出すノウハウが不足していた。
また当時のロータスは、前述の通りメインスポンサーが交代した影響から一時資金不足に陥り、デザイナーのドゥカルージュへの給料支払が遅延。それを見たセナは、1987年1月にマクラーレンへの電撃移籍を検討するほどの状況だった（マクラーレン・MP4/3#エンジン関連も参照）。そのような財務状況も影響し、システムの熟成が進まなかった。
平均速度が遅い市街地コースではアクティブサスペンションの反応速度の問題の影響が少なく、モナコGPとアメリカGP（デトロイト市街地コース）で、セナが2連勝を飾った。一方で空力が弱点で、シーズン途中にはエンジンカウル形状やサイドポンツーンをコンパクトにし、ターボ吸気用シュノーケルの位置や前後ウイングの翼端版形状など、空力面で大幅な変更を施したが、それでもなお高速コースでは同じエンジンを搭載するウィリアムズ・FW11Bに大きく離される結果となった。この改良後のマシンは一部で「99Tb」もしくは「99TB」と呼称されているが、公式記録での1987年シーズンのロータスのマシンは常に「99T」となっている。
中嶋のマシンには、ロータスとFOCAとの契約によりシーズンを通じて車載カメラが搭載された。当時はまだ車載カメラに関するレギュレーションが未整備だったため、他の車に比べ中嶋車のみがカメラ及びバッテリー・送信機等で数キロ車重が重くなったほか、頭上のロールバー横にカメラ一式が設置されることによりリアウイングへの空気の流れが乱されダウンフォースへの悪影響もあり、中嶋にとってハンデとなった。
99Tは合計6台製作された。99T/1はシーズン前半の中嶋用、99T/3はシーズン前半にセナのTカーとして使われた後、シーズン後半は中嶋用として使用された。セナはシーズンを通して99T/4をメインに使用した。99T/2はパッシブ・サスペンション搭載車として用意され、アクティブサスペンション車との比較テスト用として、トラブルが生じた際にその原因がアクティブ・サスペンションにあるのかそれ以外の問題なのかを絞る役目を担っていたが、開幕前テストや5月に3日間ノガロで行われたエンジンテスト、イタリアGP後のブランズ・ハッチでセナが希望して行われたテスト等で短期間使用されたのみで実戦投入はされていない。99T/2はその後日本のホンダに送られ、日本国内で展示用車両として使用されている。99T/5と99T/6は、シーズン後半のTカーとして使用された。

## 1987年シーズン
セナのドライブにより、モナコGPとアメリカGPで2勝を記録した。このアメリカGPでの勝利は、チーム・ロータスとしてF1最後の勝利となった。サンマリノGPではセナがポールポジションを獲得し（本戦は2位）、これもチーム・ロータスとしては最後のポールポジションとなった。
また、イギリスGPでは、セナが3位、中嶋が4位に入賞し、1位のナイジェル・マンセルと2位のネルソン・ピケのウィリアムズ勢とともにホンダエンジンの1-2-3-4フィニッシュを成し遂げた。最終戦のオーストラリアGPでは、セナが2位でゴールしたものの、ブレーキダクトのサイズ違反によりレース後失格となった。

## スペック

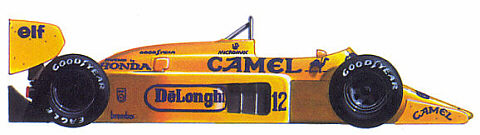
ロータス99Tのサイドビュー

### シャーシ
- シャーシ名 99T
- ホイールベース 2,730mm
- 前トレッド 1,791mm
- 後トレッド 1,641mm
- シャーシ構造 カーボンファイバー製モノコック
- サスペンション プルロッド式ダブルウィッシュボーン
- ダンパー ロータス製アクティブサスペンションシステム
- トランスミッション ロータス / ヒューランド製6速マニュアル
- クラッチ AP
- ブレーキ ブレンボ
- バッテリー ユアサ
- ECU ホンダ・エレクトロニック
- ホイール ダイマグ／O・Z
- タイヤ グッドイヤー

### エンジン
- エンジン ホンダRA167E
- 気筒数・角度 V型6気筒ターボ・80度
- 排気量 1,494cc
- ブロック構造 鋳鉄(ダクタイル鋳鉄)
- スパークプラグ NGK
- インジェクション ホンダPGM-FI
- イグニッション ホンダ
- 燃料・潤滑油 エルフ

## 記録
| 年   | 型  | タイヤ | No. | ドライバー       | 1   | 2   | 3   | 4   | 5   | 6   | 7   | 8   | 9   | 10  | 11  | 12  | 13  | 14  | 15  | 16  | ポイント | ランキング |
| ---- | --- | ------ | --- | ---------------- | --- | --- | --- | --- | --- | --- | --- | --- | --- | --- | --- | --- | --- | --- | --- | --- | -------- | ---------- |
| 1987 | 99T | G      |     |                  | BRA | SMR | BEL | MON | DET | FRA | GBR | GER | HUN | AUT | ITA | POR | ESP | MEX | JPN | AUS | 64       | 3位        |
| 1987 | 99T | G      | 11  | 中嶋悟           | 7   | 6   | 5   | 10  | Ret | NC  | 4   | Ret | Ret | 13  | 11  | 8   | 9   | Ret | 6   | Ret | 64       | 3位        |
| 1987 | 99T | G      | 12  | アイルトン・セナ | Ret | 2   | Ret | 1   | 1   | 4   | 3   | 3   | 2   | 5   | 2   | 7   | 5   | Ret | 2   | DSQ | 64       | 3位        |

- 太字はポールポジション、斜字はファステストラップ、NCは周回数不足、DSQは失格、Retはリタイア。
- 第16戦でセナが2位でゴールし表彰式にも登壇したが、その後フロントブレーキダクトのサイズ規定違反が確認され失格となった。